# Theodor Grohmann

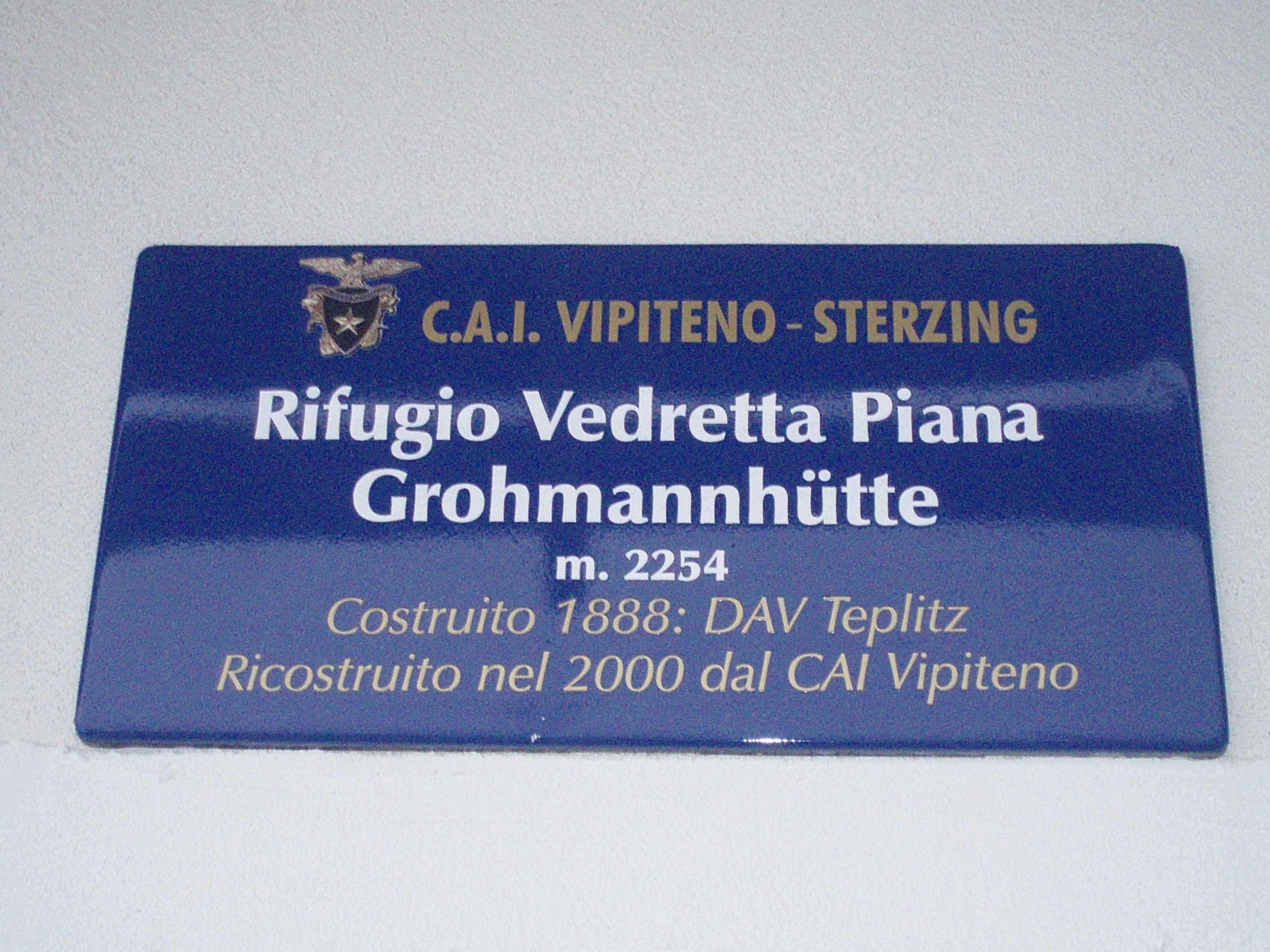
Cedule na chatě pojmenované po Grohmannovi

Theodor Grohmann, od roku 1909 šlechtic z Hohenwidimu (27. dubna 1844 Cvikov – 24. února 1919 Teplice) byl německo-český průmyslník a mecenáš z rodiny Grohmannů.

## Život

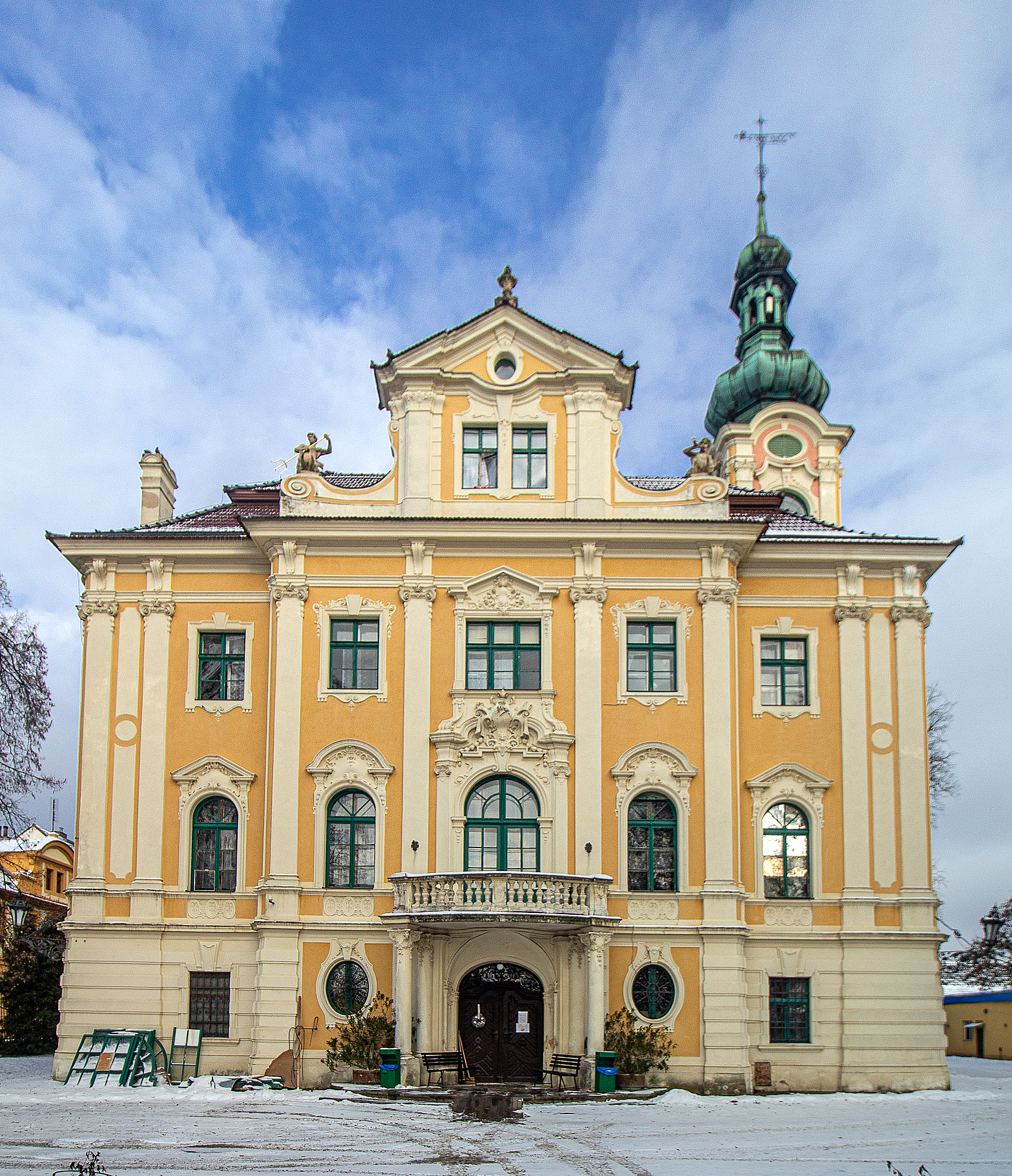
Zámek Vidim, sídlo Theodora Grohmanna od roku 1896

Jeho otec, textilní průmyslník Karl Grohmann (1809–1874), byl od roku 1832 zaměstnán v barvírně červené příze Ignaze Martina v Martinově údolí u Cvikova, kterou si později pronajal. Od roku 1849 vlastnil svou vlastní barvírnu červených přízí v Lindavě u Cvikova. Za pomoci jeho čtyř synů Martina, Johanna (1842–1913), Theodora a Augusta Grohmannových (1855–1884), podnik expandoval a po roce 1872 obchodoval jako „Karl Grohmann a syn“.
Theodor Grohmann a jeho starší bratr Martin (1840–1914) provozovali od roku 1865 otcovu barvírnu v Bystřanech, kterou rozšířili o přádelnu a skací mlýn. V roce 1876 zřídili barvírnu červené příze v severočeském Benešově nad Ploučnicí a v roce 1907 přádelnu maco s 24 000 vřeteny v Bystřanech, která před první světovou válkou zaměstnávala přes 500 lidí. Ve Znojmě byla také přádelna vigoně, která fungovala pod názvem "Gebrüder Grohmann".
V roce 1894 získali mimo jiné uhelné doly v Jezeří u Mostu a v roce 1895 „Kohlenwerke AG“ v Dřínově, na kterých byly vybudovány „Grohmannovy šachty“, které se rozvinuly v největší těžební společnost v okrese Chomutov. 
Theodor Grohmann Edler von Hohenwidim nezanechal žádné děti. Arwed (1874–1949) a Kurt (1885–1932), synové Martina Grohmanna, a jejich synovec Theodor Grohmann (1896–1983) pokračovali v řízení rodinného podniku, dokud nebyli v roce 1945 po druhé světové válce vyvlastněni a vysídleni ze země.

## Povýšení do šlechtického stavu
V roce 1888 koupil společně s bratrem Martinem od hrabat Černínů velkostatek Benešov nad Ploučnicí. O několik let později pak koupili ještě velkostatek Vidim a následně se rozdělili tak, že Martin si ponechal Benešov nad Ploučnicí a Theodor v roce 1896 převzal jako samostatný majitel Vidim, kde nechal přestavět a rozšířit zámek v pseudobarokním stylu. Společným rodinným sídlem byla honosná vila v Lipové ulici v Teplicích přestavěná v roce 1896 z bývalého německého gymnázia (dnes Regionální knihovny v Teplicích.
Za své zásluhy v hospodářské oblasti byl Theodor Grohmann října 1909 povýšen do českého šlechtického stavu jako „Edler von Hohenwidim“, odpovídající diplom byl udělen 22. ledna 1910 ve Vídni. Po roce 1918 však jeho jméno spadalo pod zákon o zákon o zrušení šlechty.

## Společenské zásluhy
Když byla v roce 1887 Teplická chata postavená nad Ridnaunským údolím ve Stubaiských Alpách zničena následující zimu, financoval Theodor Grohmann jako vedoucí sekce Teplice Německého a rakouského alpského spolku rekonstrukci nové horské chaty. Ta bylo pojmenována Grohmannhütte po něm. Jako nadšený horolezec zdolal téměř všechny okolní vrcholy a významně přispěl k zpřístupnění jižních Stubaiských Alp turistickému ruchu.